# Jaroslav Císař
Jaroslav Císař (19. února 1894, Jemnice – 17. dubna 1983, Brno) byl český astronom, matematik, publicista, básník, překladatel, manažer a jazykovědec.

## Biografie
Jaroslav Císař se narodil v roce 1894 v Jemnici, v rodině obchodníka Rudolfa Císaře a jeho manželky Boženy, rozené Mácalové. V roce 1912 odešel do USA, kde v letech 1912–1917 absolvoval Matematicko-fyzikální studia v New Yorku na College of City of New York a na Kolumbijské univerzitě. V roce 1923 pak získal již na Univerzitě Karlově doktorát přírodních věd.
Během první světové války byl činný v zahraničním odboji. V letech 1914 a 1915 působil jako jednatel Českého národního sdružení, v Kanadě působil od září 1916, kde připravoval vytvoření československých jednotek v kanadské armádě. Od 27. 10. 1916 byl zařazen do kanadské armády, do americké od 4. 5. 1917 a do československé legie ve Francii od 6. 3. 1918. Posledním útvarem v legiích byla čs. divize ve Francií, kde byl zařazen jako dobrovolník.) Od roku 1918 do roku 1919 pracoval jakožto osobní tajemník T. G. Masaryka ve Washingtonu. V letech 1920–1927 působil jako legační tajemník na velvyslanectví Československa v Londýně, kde také studoval na Royal College of Astronomy, tam také působil ve vědecké práci. V roce 1925 vstoupil do Royal Astronomical Society.
Po návratu do vlasti v roce 1927 pak působil jako ředitel vydavatelského a tiskařského koncernu Lidových novin v Brně, roku 1935 založil časopis Věda a život. V roce 1931 se stal předsedou Anglo-American Clubu v Brně a mezi lety 1936 a 1937 byl předsedou Rotary Clubu v Brně. V roce 1938 se angažoval v hnutí na obranu republiky a následně opět emigroval, v Londýně byl zapsán do československé zahraniční armády 17. ledna 1940. V letech 1940 a 1945 působil na exilovém ministerstvu zahraničních věcí v Londýně a působil také jako komentátor československé odnože rozhlasového vysílání BBC (pod pseudonymem Jaroslav Skalák). Od února roku 1945 do ledna 1948 působil jako rada velvyslanectví v Londýně, v únoru 1948 odešel z diplomatických služeb a působil v nakladatelství Orbis jako vedoucí projektu české všeobecné encyklopedie, v roce 1949 odešel opět do Velké Británie.
Tam působil jako astronom v St. Andrews ve Skotsku, získal tak druhé, britské občanství. V roce 1952 se stal vedoucím Millsovy observatoře u Dundee. Jako řada dalších byl za svou emigraci vládnoucím komunistickým režimem vytěsňován z povědomí národa (o tom svědčí i domněnka vydaná ve Věstníku Astronomické společnosti z roku 2005, že snad zemřel v rukou nacistů).
Po krátkém návratu v roce 1967 zase odcestoval. Natrvalo se vrátil do vlasti roku 1980, pohřben byl v Brně.

## Dílo
Psal populárněvědecké práce i poezii, veřejnosti je znám jeho překlad Alenčina dobrodružství v říši divů a za zrcadlem od Lewise Carrolla. Obzvláště se ujal jeho novotvar, titulární Žvahlav (Jabberwock) Carrollovy básně Jabberwocky.